# إليزابيث (كولورادو)
إليزابيث (بالإنجليزية: Elizabeth, Colorado)‏ هي بلدة تقع في مقاطعة إلبيرت، كولورادو بولاية كولورادو في الولايات المتحدة. تبلغ مساحتها 2.2 (كم²)، وترتفع عن سطح البحر 1974 م، بلغ عدد سكانها 1434 نسمة في عام 2000 حسب إحصاء مكتب تعداد الولايات المتحدة وتصل الكثافة السكانية فيها 651.8 نسمة/كم2.

## وصلات خارجية
- Town of Elizabeth
- The US50 - Cities and Towns in Colorado State
- Colorado Cities and Towns, Facts, Map, Flag, Colleges, Government, and More